# Truid Aagesen
Truid Aagesen (fl. 1593–1625) foi um compositor e organista dinamarquês a serviço do rei Cristiano IV. Também é conhecido pelo nome latino de sua escolha, Theodoricus Sistinus.

## Biografia
Pouco se sabe sobre os primeiros anos de Aagesen. Seu mentor musical e conselheiro espiritual era o Jesuíta Laurentius Nicolai Norvegus. Aagesen foi nomeado organista da Igreja da Nossa Senhora em Copenhagen em 23 de junho de 1593. Estudou em Veneza com Giovanni Gabrieli 1599–1600.
Em 1600, esteve em Praga a serviço do rei dinamarquês Cristiano IV. Entre 1609 e 1611, supostamente lecionou na corte e por isto recebeu subsídio do Tesouro Real. Em 1613, O rei publicou uma carta afirmando que todos os membros da Igreja Católicadeviam deixar a Dinamarca. Aagesen, que se suspeitava ser membro da folha de pagamento do Vaticano desde 1604, foi informado de uma decisão da administração da Universidade de Copenhague em 15 de setembro de 1613 determinando que, desde que ele tinha inclinações papistas, não seria permitido que continuasse como organista. Em 1615, foi substituído por Johan Meincke. A partir de então sua história é desconhecida entretanto sabe-se que vivia em Danzig (Gdansk) em 1625.
Seu único trabalho publicado conhecido é um conjunto de canções seculares para três vozes, as quais foram publicadas em Hamburgoem 1608 sob seu nome latino, Theodoricus Sistinus. Era também conhecido pelo nome Trudo Haggaei Malmogiensis.

## Obras
- Canções Italianas para três vozes (1608)
- Missa Baci amorosi para cinco vozes (inédita)
- Canon (inédito)